# Billunds kommun
Billunds kommun är en kommun i Region Syddanmark i västra Danmark.
Den nuvarande kommunen bildades genom sammanslagning av den tidigare Billunds kommun och Grindsteds kommun, båda i Ribe amt.
I kommunen finns Legoland Billund och Skulpturpark Billund.

## Socknar
| 1. Sønder Omme socken 2. Filskovs socken 3. Grindsteds socken 4. Grene socken 5. Stenderups socken 6. Hejnsvigs socken 7. Vorbasse socken |

## Borgmästare
- Ib Kristensen, 1 januari 2007–31 december 2021
- Stephanie Storbank, 1 januari 2022–

Denna lista hämtas från Wikidata. Informationen kan ändras där.